# 潘允哲
潘允哲（1524年—1589年），字伯明，别號蘅渚，後改蘅斋、衡斋，直隸松江府上海縣人，民籍，明朝政治人物。

## 生平
嘉靖四十三年（1564年）舉甲子科順天府鄉試第五名。嘉靖四十四年（1565年）聯捷乙丑科會試第二百二十四名。嘉靖四十四年（1565年），登進士第三甲第六十七名進士，大理寺观政，本年六月授新蔡知县，因父親七十大壽，而二弟潘允端早登進士已在南方當官，於是向朝庭申請延後上任而先回鄉。四十五年闰十月调义乌县，隆慶二年（1568年）九月选授南京浙江道御史，五年（1571年）十一月升黄州知府，万历四年（1576年）十月升广东副使，母亲曹氏去世丁忧。九年八月復除陕西提学副使，十年十一月患病致仕，同年丁父忧。萬曆十七年（1589年）去世，年六十六。

## 家族
祖籍常州。曾祖潘慶，贈都察院左都御史；祖父潘奎，封佥事累贈部察院左都御史；父潘恩，都察院左都御史致仕贈太子少保謚恭定祀名宦乡贤。前母包氏（贈夫人）；母曹氏（封夫人）。弟潘允端（右布政使）、潘允亮，字寅叔，號楞菴（南光禄署正）。從弟允穆、允修（监生）、允臧、允徵、允達（光禄署丞）、允肅、允重、允合（监生）、允台、允吉、允光。